# Gun Allroth
Gun Margareta Allroth, tidigare Gunvor Margareta Allroth Wilhelmsson, född 11 maj 1937 i Oscars församling i Stockholm, är en svensk TV-journalist och TV-producent.
Hon tog studentexamen 1958 och studerade 1958-1959 teater i USA. 1960-1961 praktiserade hon på Sydsvenska Dagbladet och Kvällsposten och var 1961-1964 reporter på Sveriges Radio i Malmö. 1964-1969 frilansade hon inom radio och TV och blev 1969 producent vid Sveriges Television. 1992-1994 var hon lärare i etermedia vid Stockholms universitet.
Som reporter har Allroth främst gjort sig känd för lågmälda närintervjuer, främst för TV 2:s fakta- och nöjesredaktioner samt för Rapport.
Hon är dotter till överstelöjtnant Sigvard Allroth och Greta Johansson samt syster till Kerstin Allroth. Åren 1965–1982 var hon gift med Åke Wilhelmsson.

## Filmografi
- 1996 - Älvakungen dyker upp
- 1970 - Infrastruktur